# Isleta (New Mexico)
Isleta ist ein Census-designated place (CDP) im Bernalillo County, New Mexico in den Vereinigten Staaten. Zum Zeitpunkt des United States Census 2010 lebten hier 491 Personen. Vor dem Census 2020 wurde der Ort vom Census Bureau unter dem Namen Isleta Village Proper geführt. Isleta ist Teil der Metropolitan Statistical Area.

## Geographie
Isletas geographische Koordinaten lauten 34° 54′ N, 106° 42′ W (34,907901, −106,693176). Nach den Angaben des United States Census Bureau hat der CDP eine Gesamtfläche von 0,7 km2, alles davon sind Landflächen.
Die Ortschaft liegt im Albuquerque Basin auf dem westlichen Ufer des Rio Grande. Der unweit gelegene Isleta Diversion Dam dient dazu, aus dem Fluss Wasser zur Bewässerung abzuleiten.

## Demographie
Zum Zeitpunkt des United States Census 2000 bewohnten Isleta Village Proper 496 Personen. Die Bevölkerungsdichte betrug 709,5 Personen pro km2. Es gab 275 Wohneinheiten, durchschnittlich 397,5 pro km2. Die Bevölkerung in Isleta Village Proper bestand zu 0,60 % aus Weißen, 0 % Schwarzen oder African American, 97,98 % Native American, 0,40 % Asian, 0 % Pacific Islander, 0,40 % gaben an, anderen Rassen anzugehören und 0,60 % nannten zwei oder mehr Rassen. 4,23 % der Bevölkerung erklärten, Hispanos oder Latinos jeglicher Rasse zu sein.
Die Bewohner Isleta Village Propers verteilten sich auf 190 Haushalte, von denen in 31,6 % Kinder unter 18 Jahren lebten. 30,0 % der Haushalte stellten Verheiratete, 26,3 % hatten einen weiblichen Haushaltsvorstand ohne Ehemann und 34,2 % bildeten keine Familien. 30,5 % der Haushalte bestanden aus Einzelpersonen und in 16,3 % aller Haushalte lebte jemand im Alter von 65 Jahren oder mehr alleine. Die durchschnittliche Haushaltsgröße betrug 2,61 und die durchschnittliche Familiengröße 3,26 Personen.
Die Bevölkerung verteilte sich auf 27,4 % Minderjährige, 10,9 % 18–24-Jährige, 24,6 % 25–44-Jährige, 18,8 % 45–64-Jährige und 18,3 % im Alter von 65 Jahren oder mehr. Der Median des Alters betrug 38 Jahre. Auf jeweils 100 Frauen entfielen 92,2 Männer. Bei den über 18-Jährigen entfielen auf 100 Frauen 76,5 Männer.
Das mittlere Haushaltseinkommen in Isleta Village Proper betrug 20.268 US-Dollar und das mittlere Familieneinkommen erreichte die Höhe von 20.000 US-Dollar. Das Durchschnittseinkommen der Männer betrug 25.000 US-Dollar, gegenüber 31.538 US-Dollar bei den Frauen. Das Pro-Kopf-Einkommen belief sich auf 9804 US-Dollar. 38,5 % der Bevölkerung und 36,2 % der Familien hatten ein Einkommen unterhalb der Armutsgrenze, davon waren 53,0 % der Minderjährigen und 45,7 % der Altersgruppe 65 Jahre und mehr betroffen.

## Belege
1. 1 2  Geographic Identifiers: 2010 Demographic Profile Data (G001): Isleta Village Proper CDP, New Mexico. U.S. Census Bureau, American Factfinder, abgerufen am 9. Juni 2017 (englisch).
2. ↑  Isleta Village Proper. In: Geographic Names Information System. United States Geological Survey, United States Department of the Interior, abgerufen am 9. Juni 2017 (englisch).